# ヒゴタイ公園
ヒゴタイ公園は、熊本県北東部の産山村にある公園。

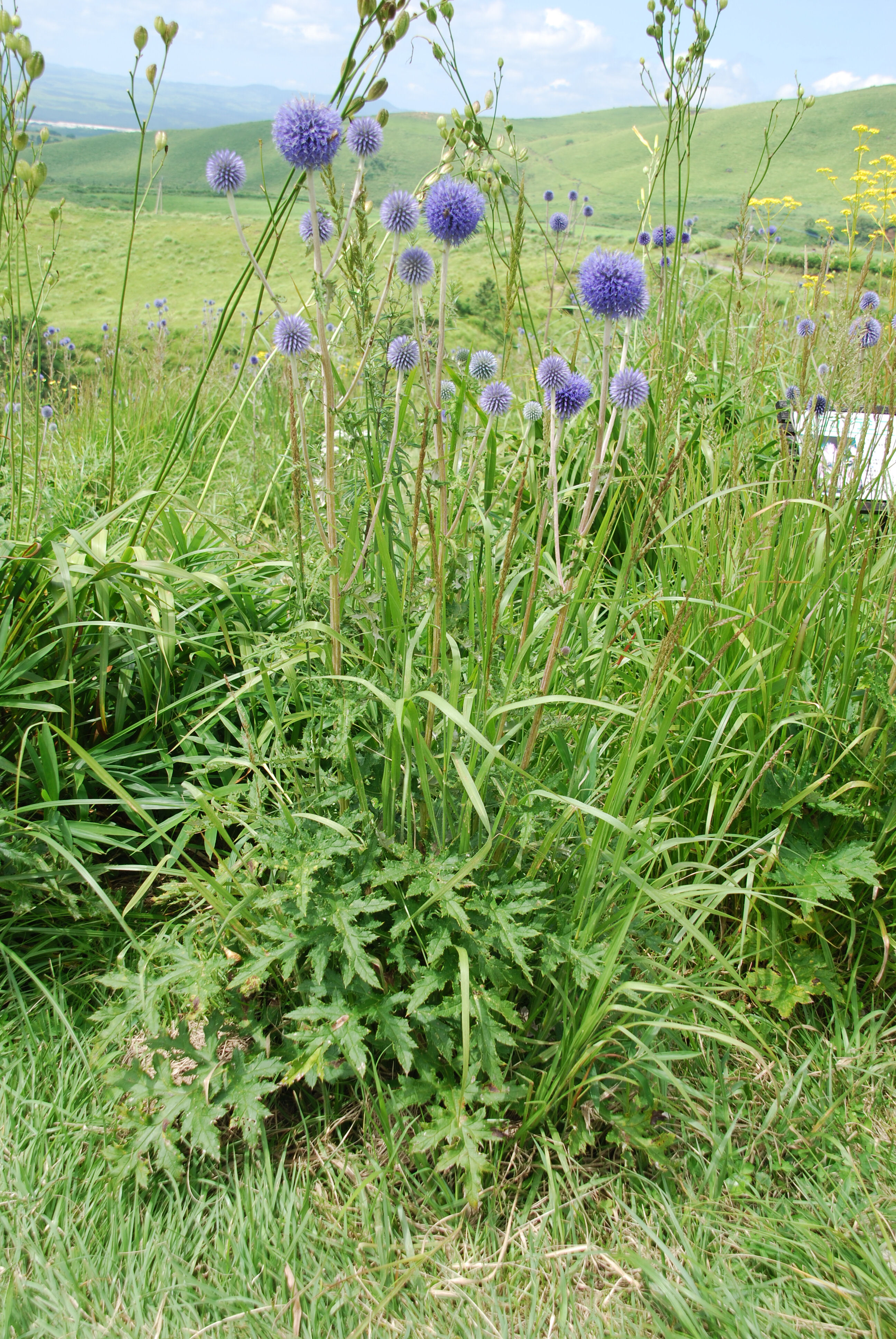
ヒゴタイ

## 概要
九重山麓にあり、瀬の本高原の南方向に位置する。周囲を牧草地に囲まれ、遠く南に阿蘇五岳を望む。
園名のもととなったヒゴタイの花は8月中旬から9月にかけて見られる。その他、季節に応じてハルリンドウ、ラベンダー、クレオメ、カワラナデシコ、オミナエシ、コスモスなど。設備の整ったキャンプ村が併設されている（要予約）。

## 施設情報
- 所在地：熊本県産山村田尻771。
- JR九州豊肥本線宮地駅からタクシーで40-50分。瀬の本高原からは車で約10-15分。
- 九州自動車道熊本インターチェンジから62㎞。やまなみハイウェイで瀬の本高原から南へ3kmのあたり、「ヒゴタイ公園」と標識のある地点から牧草地の間の道を約3km入る。
- 駐車場有。
- 問い合わせ先：産山村役場、株式会社うぶやま。

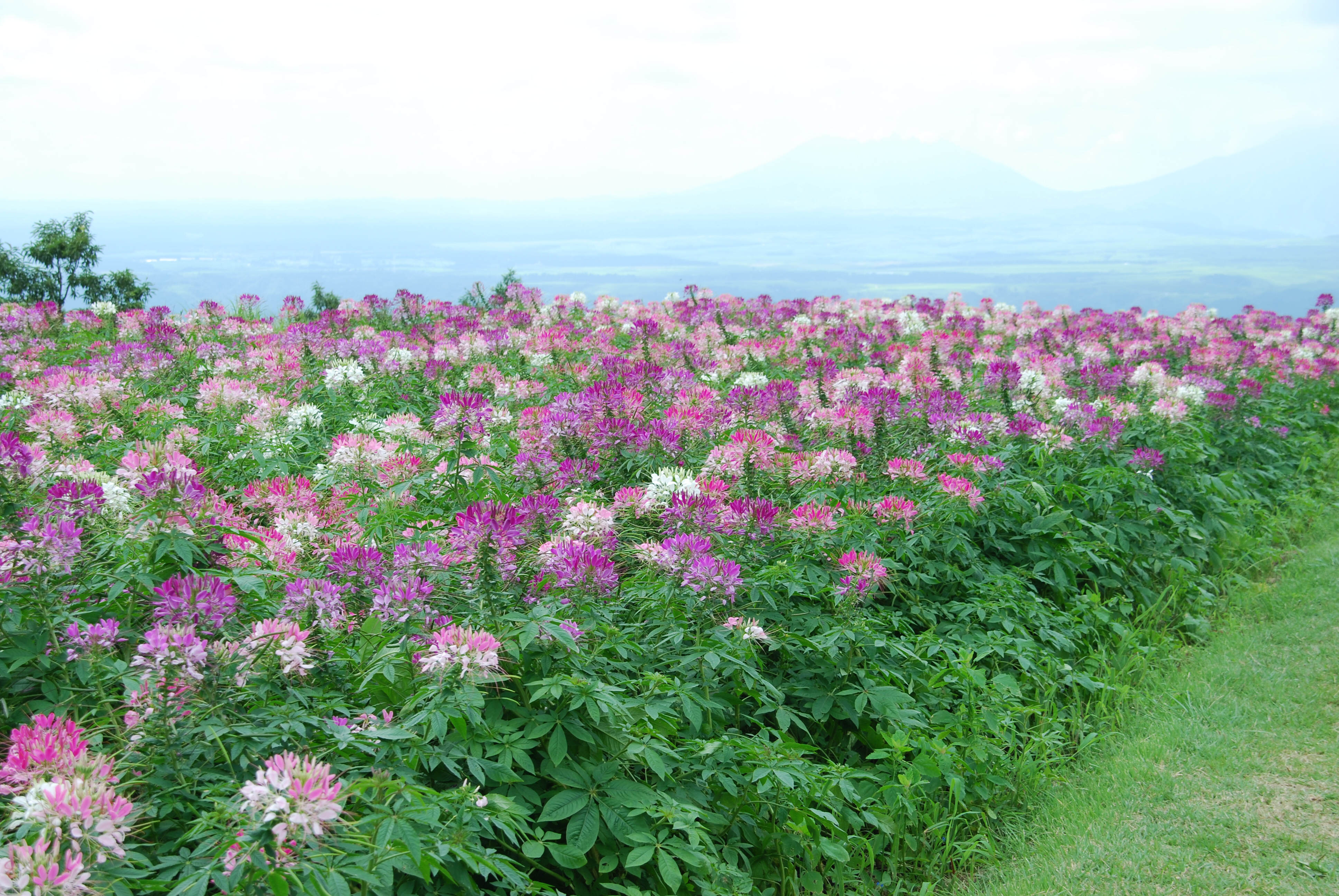
クレオメの花畑と阿蘇山根子岳